# Galgan

Galgan este o comună în departamentul Aveyron din sudul Franței. În 2009 avea o populație de 352 de locuitori.